# Raqqa Is Being Slaughtered Silently
Raqqa Is Being Slaughtered Silently («Al Raqa está siendo masacrada en silencio») o RBSS fue una agrupación siria de periodismo ciudadano que denunció las atrocidades cometidas por la organización terrorista Estado Islámico (EI) en Al Raqa, ciudad que estuvo bajo control terrorista entre 2014 y 2017. También, RBSS intentó contrarrestar la idea de que los ciudadanos de Al Raqa celebraban la presencia del EI. Fue fundada por Abu Ibrahim a-Raqqawi, y representada Abdelaziz Alhamza.

## Historia
La organización contaba originalmente con 17 miembros (doce en Siria y cinco en Turquía) que transmitían propaganda contra el Gobierno de Bashar al-Ásad, en el contexto de la guerra civil siria. Cuando Estado Islámico ocupó y designó Al Raqa como la capital de su autoproclamado califato, en 2014, RBSS comenzó a reportar los abusos cometidos por sus militantes para contrarrestar la percepción internacional de que la ciudad habría acogido con los brazos abiertos a los terroristas.
Desde la clandestinidad y empleando nombres falsos, los periodistas de RBSS publicaban en las redes sociales fotos y vídeos documentando los crímenes y las duras condiciones de vida que padecieron los habitantes de las regiones ocupadas por Estado Islámico. 
Ya que Estado Islámico prohibía la presencia de periodistas en la ciudad, RBSS se convirtió en la principal fuente de información sobre el bastión más importante de EI en Siria entre 2014 y 2017.
RBSS reportó no sólo las barbaridades de Estado Islámico, sino también los crímenes de guerra cometidos por el Gobierno sirio, por los rebeldes y por la coalición internacional que luchó contra EI.

## Premios
En 2015, RBSS fue galardonada con el Premio a la Libertad de Prensa Internacional, entregado por el Comité para la Protección de los Periodistas.